# Bahnstrecke Rimavská Sobota–Poltár
| Kursbuchstrecke (ZSSK): | ehem. 175            |                         |                         |
| Streckenlänge: | 30,23 km             |                         |                         |
| Spurweite: | 1435 mm (Normalspur) |                         |                         |
| |                      |                         |                         |
| \| \| \| von Tisovec \| \| \| \| 0,000 \| Rimavská Sobota \| Rimavská Sobota \| \| \| \| nach Jesenské \| \| \| \| \| Rimava \| \| \| \| 9,021 \| Husiná \| Husiná \| \| \| 11,210 \| Dolné Zahorany \| Dolné Zahorany \| \| \| 12,500 \| Tunnel Ožďanský (160 m) \| Tunnel Ožďanský (160 m) \| \| \| 13,576 \| Ožďany \| Ožďany \| \| \| 17,746 \| Sušany \| Sušany \| \| \| 18,694 \| Hrnčiarske Zalužany \| Hrnčiarske Zalužany \| \| \| 21,847 \| Hrnčiarska Ves \| Hrnčiarska Ves \| \| \| 26,013 \| Maštinec \| Maštinec \| \| \| \| von Lučenec \| \| \| \| 30,230 \| Poltár \| Poltár \| \| \| \| nach Utekáč \| \| |                      |                         |                         |
| Strecke |                      | von Tisovec             | von Tisovec             |
| Bahnhof | 0,000                | Rimavská Sobota         | Rimavská Sobota         |
| Abzweig ehemals geradeaus und nach links |                      | nach Jesenské           | nach Jesenské           |
| Brücke über Wasserlauf (Strecke außer Betrieb) |                      | Rimava                  | Rimava                  |
| Haltepunkt / Haltestelle (Strecke außer Betrieb) | 9,021                | Husiná                  | Husiná                  |
| Haltepunkt / Haltestelle (Strecke außer Betrieb) | 11,210               | Dolné Zahorany          | Dolné Zahorany          |
| Tunnel (Strecke außer Betrieb) | 12,500               | Tunnel Ožďanský (160 m) | Tunnel Ožďanský (160 m) |
| Haltepunkt / Haltestelle (Strecke außer Betrieb) | 13,576               | Ožďany                  | Ožďany                  |
| Haltepunkt / Haltestelle (Strecke außer Betrieb) | 17,746               | Sušany                  | Sušany                  |
| Haltepunkt / Haltestelle (Strecke außer Betrieb) | 18,694               | Hrnčiarske Zalužany     | Hrnčiarske Zalužany     |
| Haltepunkt / Haltestelle (Strecke außer Betrieb) | 21,847               | Hrnčiarska Ves          | Hrnčiarska Ves          |
| Haltepunkt / Haltestelle (Strecke außer Betrieb) | 26,013               | Maštinec                | Maštinec                |
| Abzweig ehemals geradeaus und von links |                      | von Lučenec             | von Lučenec             |
| Bahnhof | 30,230               | Poltár                  | Poltár                  |
| Strecke |                      | nach Utekáč             | nach Utekáč             |

Die Bahnstrecke Rimavská Sobota–Poltár war eine Nebenbahn in der Slowakei. Sie verband die Städte Rimavská Sobota und Poltár im hügeligen Gebiet des Juhoslovenská kotlina.

## Geschichte
Die Bahnstrecke wurde in zwei Teilen eröffnet. Am 6. November 1913 ging der Abschnitt Poltár–Ožďany in Betrieb. Siebzehn Tage später, am 23. November 1913, wurde auch die Fortführung nach Rimavská Sobota freigegeben. Sie zählt damit zu den jüngeren Lokalbahnen in der heutigen Slowakei.
Der Personenverkehr wurde am 1. Oktober 2000 eingestellt und durch Busverbindungen (die selbst nur bis 2003 Bestand hatten), ersetzt. Grund dafür war der schlechte Bauzustand, nachdem schon in den 1980er Jahren fast kein Güterverkehr mehr stattfand. Da keine Umbauarbeiten durchgeführt wurden und die Trasse teilweise überwachsen war, bzw. die Schienen entwendet worden waren, wurde die Strecke am 3. Mai 2007 vom Verkehrsministerium offiziell aufgelassen
2013 erwarb der Selbstverwaltungslandesbezirk Banskobystrický samosprávny kraj die Trasse für die symbolische Summe von 1 Euro mit dem Ziel, sie in einen Bahntrassenradweg umzuwandeln. Die erste, mit 2,3 km relativ kurze Strecke von Rimavská Sobota zum Stadtteil Včelinec wurde 2015 errichtet und schloss sich an den bereits bestehenden Randwanderweg zum Stausee Kurinec an. Als zweiter Teil wurde die 7,7 km lange Strecke von Poltár nach Hrnčiarska Ves ab Oktober 2022 gebaut und im September 2023 offiziell eröffnet. Inzwischen begann auch der Bau der 20,9 km langen Teilstrecke von Hrnčiarska Ves nach Rimavská Sobota, die bis November 2023 baulich fertiggestellt wurde. Die Kosten für die 2022–2023 errichteten Teile betrugen 10,2 Millionen Euro, davon wurden 6,6 Millionen Euro über EU-Regionalfonds finanziert. Mit der feierlichen Eröffnung am 1. Mai 2024 wurde der neue Radwanderweg offiziell fertiggestellt.
Für den neuen Radwanderweg wurde der 160 m lange Tunnel Ožďanský verwendet und saniert. Die Überbrückung der I/16 bei Ožďany musste neu gebaut werden, da die ursprüngliche Brücke in die Ostslowakei versetzt worden war.